# Budle
|  | Spekulativ artikel Bemærk at denne artikel er præget af spekulationer og bør omskrives, så fakta er understøttet af verificerbare kilder. |

Budle er en sagnkonge, som efter sagnet skal være en bror og efterfølger til Siger og efterfølges af Sigfred. Men han er hist en misforståelse. Han var bare far til en konge, og ikke selv konge.